# علم الحياة الكهفية

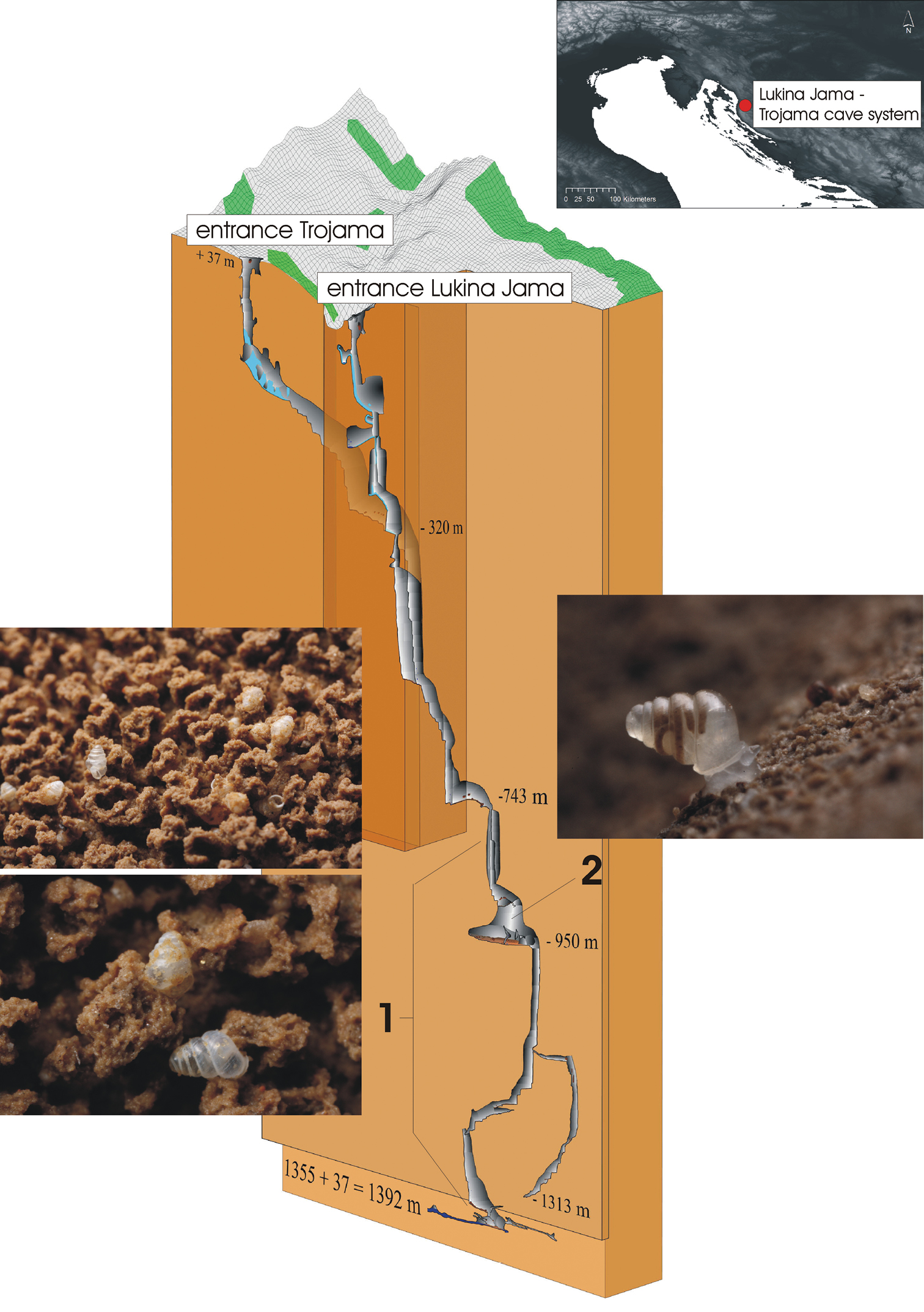
مقطع عرضي ثلاثي الأبعاد لنظام كهف لوكينا جاما-تروجاما في جبال فيليبيت بكرواتيا. تم تحديد مواقع جمع (1) الأصداف والعينة الحية الفردية (2) من الحلزون الذي يعيش في الكهوف Zospeum tholussum.

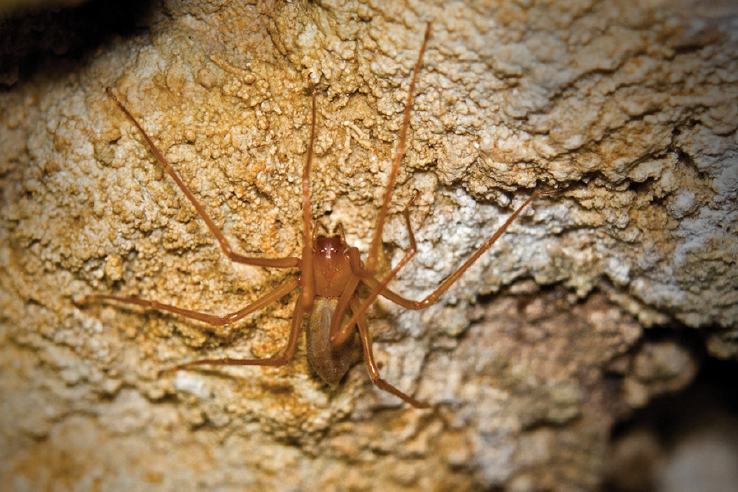
العنكبوت Trogloraptor marchingtoni من كهف في ولاية أوريغون.

علم الأحياء الكهفي (بالإنجليزية: Biospeleology)‏ المعروف أيضًا بإسم علم الأحياء الكهفي cave biology، هو فرع من علم الأحياء مخصص لدراسة الكائنات الحية التي تعيش في الكهوف و التي يشار إليها بشكل جماعي بإسم تروغلوفونا(troglofauna).

## لمحة تاريخية
يعتبر سمندر الكهوف الأوروبي أول كائنات الكهوف الموثقة. حيث ذكر ووثق في عام 1689. و قد اكتُشف في كهف في سلوفينيا، في منطقة كارنيولا، وأخطأ الباحثون في الوهلة الأولى و تم اعتباره تنينًا صغيرًا وسجله يوهان ويكارد فون فالفاسور في عمله مجد دوقية كارنيولا بذلك الإسم. أجريت أول دراسة رسمية على كائنات الكهوف على خنفساء الكهوف العمياء، التي عثر عليها لوكا تشيك، مساعد في البحث، في عام 1831 أثناء عملية استكشاف الأجزاء الداخلية المكتشفة حديثًا لنظام كهف بوستوينا في جنوب غرب سلوفينيا. تم تسليم العينة إلى فرديناند جيه شميدت، الذي وصفها في ورقة( Illyrisches Blatt 1832). أطلق عليها إسم Leptodirus Hochenwartii نسبة إلى المتبرع للبحث، و أطلق عليه أيضًا الإسم السلوفيني drobnovratnik و الإسم الألماني Enghalskäfer، و كلاهما يعني "الخنفساء رفيع الرقبة ". تمثل تلك المقالة أول وصف رسمي لحيوان الكهف لأنه لم يتم التعرف على السمندل المذكور أعلاه، الذي تم وصفه في عام 1768.
كشفت الأبحاث اللاحقة التي أجراها شميدت عن المزيد من سكان الكهوف غير المعروفين سابقًا، الأمر الذي أثار اهتمامًا كبيرًا بين المؤرخين الطبيعيين. لهذا السبب، يُعتبر اكتشاف L. hochenwartii جنبًا إلى جنب مع السمندل الأوروبي نقطة البداية لعلم الكهوف الحيوي كتخصص علمي مستقل. تم إضفاء الطابع الرسمي على علم الكهوف الحيوي كعلم في عام 1907 من قبل إميل راكوفيتسا من خلال عمله الرائد : مشاكل علم الكهوف الحيوي(Essai sur les problèmes biospéologiques ). 

## الأقسام الفرعية

### فئات الكائنات الحية
تنقسم كائنات الكهف إلى ثلاث فئات أساسية:

#### تروغلوبايتية
تعتبر الكائنات التروغلوبيتية من الأنواع الملتزمة للعيش داخل الكهوف. فيمكن لبعضها مغادرة الكهوف لفترات قصيرة فقط ، وقد تكمل أجزاء من دورة حياتها فوق الأرض، لكنها لا تستطيع مطلقا عيش حياتها بالكامل خارج بيئة الكهف. تشمل الأمثلة على ما يلي: البكتيريا الكيميائية، وبعض أنواع الديدان المفلطحة، و ذيل الربيع، و الأسماك الكهفية.

#### تروغلوفيلية
```
الكائنات التروغلوفيلية يمكن أن تعيش حياتها أو جزءًا منها في الكهوف، إضافة إلى ذلك، يمكنها أيضًا إكمال دورة حياتها في بيئات مناسبة على السطح. تشمل الأمثلة : صراصير الكهوف و الخفافيش و الديدان الألفية و 
العقارب الزائفة و
 
العناكب
.
```

#### التروغلوكسينية
ضيوف الكهف أو الكائنات التروغلوكسينية تزور الكهوف بشكل متكرر، و قد تستوطن الكهوف لجزء من دورة حياتها، ولكن يجب أن تعود إلى السطح أو منطقة شبه تحت الماء لجزء على الأقل من حياتها. تشمل الأمثلة: طيور الزيت الكارايبية و بعض من الحصادات.

### الفئات البيئية
تنقسم بيئات الكهوف إلى ثلاث فئات عامة:

#### الداخلية
البيئات الداخلية هي أجزاء الكهوف التي تتواصل مع التربة السطحية من خلال الشقوق و طبقات الصخورو تسرب المياه الجوفية و بروز الجذور.

#### شبه الجوفية
البيئات شبه الجوفية هي مناطق العتبة القريبة من مصبات الكهوف و التي تمتد حتى آخر اختراق لأشعة الشمس.

#### الجوفية
بيئات الكهوف الجوفية أو "الحقيقية" تكون على اتصال منتظم بالسطح عن طريق الرياح و الأنهار الجوفية، أو هجرة الحيوانات، أو يمكن أن تكون معزولة بالكامل تقريبًا. يمكن أن تستضيف البيئات الجوفية العميقة بيئات مستقلة لا يكون ضوء الشمس هو مصدرها الأساسي للطاقة ، بل تشمل الطاقة الكيميائية المحررة من الحجر الجيري والمعادن الأخرى بواسطة البكتيريا الكيميائية ذاتية التغذية أيضا.